# René Babonneau
Pour les articles homonymes, voir Babonneau.
René Babonneau, né le 18 juin 1904 à Nantes et mort le 20 novembre 1963 à Saint-Avold, est un officier de la Légion étrangère et un résistant français.

## Biographie
Issu d'une famille de Loire-Atlantique, son père, Louis Pierre Auguste Babonneau, était ingénieur de première classe des Travaux publics de l'Indochine à Hanoï au Tonkin (Indochine française). Sa mère était Marie Émilie Parmentier. Ensemble ils ont eu 4 enfants : Marguerite, Suzanne, René et Pierre. Seul René est né à Nantes, les trois autres sont nés à Hanoï.
Bachelier, il entre à Saint-Cyr en 1924 (promotion du Rif).
Sous-lieutenant en 1926, il sert au 11e bataillon de tirailleurs pendant deux ans avant d'être promu lieutenant et affecté, en qualité de chef de section, à la 3e compagnie du 171e régiment d'infanterie.
Après avoir servi au 4e régiment étranger d'infanterie (4e REI) de 1930 à 1933, il est affecté au 16e bataillon de chasseurs à pied puis, en 1935, au 1er régiment étranger.
Promu capitaine en mars 1936, il commande, toujours au 1er RE, la compagnie de sapeurs-pionniers qui réalisa d'importants travaux dans la région de Tébessa.
En 1939, il est affecté au 6e REI au Levant. Commandant de compagnie, fait prisonnier en juin 1941 pendant la campagne de Syrie par les Anglo-australiens, il rallie les Forces françaises libres le mois suivant avec 87 légionnaires et est affecté à la 13e demi-brigade de Légion étrangère (13e DBLE).
Promu chef de bataillon en septembre 1941, René Babonneau prend le commandement du 2e bataillon qui, à Bir Hakeim, le 27 mai 1942, repousse l'attaque de plus de 70 chars de la division Ariete, en en détruisant 35. Son bataillon reçoit une citation à l'ordre de l'armée. Resté à l'arrière pour assurer le repli, lors de la sortie de vive force de Bir Hakeim, dans la nuit du 10 au 11 juin 1942, il est fait prisonnier et transféré en Italie, d'où il tente de s'évader par deux fois. La troisième fois, blessé par balle à l'épaule et au poumon, il parvient malgré tout à rejoindre le PC de la 13e DBLE le 25 juin 1944 après deux années de captivité.
Décoré de la croix de la libération par le général de Gaulle en Italie en juillet, il reçoit le même mois, malgré sa blessure, les fonctions de commandant en second de la 1re brigade de la 1re division française libre (1re DFL).
Chargé, lors du débarquement de Provence, de regrouper et d'organiser les formations FFI mises à la disposition de la 1re division française libre, à la tête de sa brigade volante, il se distingue lors des combats de Hyères et Toulon. Il combat jusqu'en novembre 1944 sur le Doubs, dans la Haute-Saône et sur les contreforts des Vosges.
Promu lieutenant-colonel en mars 1945, René Babonneau prend le commandement du 158e RI, à la tête duquel il participe à la libération de l'Île d'Oléron fin avril 1945, montrant une fois de plus sa bravoure et son sens du combat.
En janvier 1946, il est affecté comme commandant en second du 2e REI en partance pour l'Extrême-Orient.
Rapatrié sanitaire en 1947 à la suite d'un grave accident de voiture, il commande ensuite 6e régiment étranger d’infanterie en Tunisie de 1949 à 1952.
Affecté au GALE, chargé de la formation légionnaire des jeunes officiers en 1953, il quitte la Légion en 1954 pour le commandement de la subdivision de Teleghma.
Un soir dans une ville de garnison, un haut gradé surprend sa femme avec un homme. C'est un légionnaire. Une bagarre dans la chambre, le légionnaire s'enfuit avec des ecchymoses. Le haut gradé va le lendemain voir l'officier responsable des légionnaires, c'est René Babonneau, surnommé « Babs » par ses hommes. René Babonneau ne peut s'opposer à la requête du cocu : « je veux voir vos hommes, je reconnaîtrai le coupable car il a un œil au beurre noir ». René Babonneau va au-devant de ses hommes, et leur décrit la situation. Les hommes savent ce qu'ils doivent faire. Quand le cocu gradé passe en revue les légionnaires, ils ont tous un œil au beurre noir. C'est cela l'esprit légion et l'esprit « Babs ».
Il prend sa retraite comme colonel en 1960 et meurt à Saint-Avold (Moselle) le 20 novembre 1963. Il a été inhumé à Sainte-Marie-sur-Mer en Loire-Atlantique.

## Hommage
Le 14 juillet 2012, une rue au nom du « colonel-René-Babonneau » est inaugurée sur la commune de Pornic à Sainte-Marie-sur-Mer à quelques mètres du cimetière où il repose.

## Distinctions
- Commandeur de la Légion d'honneur
- Compagnon de la Libération (décret du 9 septembre 1942[7])
- Croix de guerre 1939–1945 (quatre citations)
- Croix de la Valeur militaire
- Médaille de la Résistance française par décret du 31 mars 1947[8]
- Médaille des évadés
- Croix du combattant volontaire de la guerre de 1939–1945
- Croix du combattant volontaire de la Résistance
- Croix du combattant
- Médaille coloniale avec agrafes "Maroc", "Bir-Hakeim", « E-O »
- Commandeur du Nichan Iftikhar
- Médaille commémorative des services volontaires dans la France libre[9],[10]
- Silver Star (États-Unis)